# José Manuel Poga
José Manuel Rivera, conocido por su nombre artístico José Manuel Poga, (Jerez de la Frontera, 17 de mayo de 1979) es un actor español. Su interpretación más conocida es la de César Gandía, jefe de seguridad del Banco de España, en la serie La casa de papel.

## Trayectoria profesional
Inició su carrera en el mundo del espectáculo en su ciudad natal, haciendo de cómico y payaso y apareciendo en diversos cortometrajes. Su primera aparición en la televisión nacional fue interpretando a un policía en un episodio de la serie La que se avecina en 2007.
Unos años antes, en 2002, había colaborado en el espectáculo XXX de la compañía teatral La Fura dels Baus.
Su llegada en el mundo del cine se produjo en 2011 en la película Un mundo cuadrado interpretando a un médico. Tuvo también roles de reparto en otros filmes como Grupo 7 o Miel de naranjas, ambas de 2012.
Su primera participación en una superproducción fue en la película El Niño, sobre el narcotráfico en el Estrecho de Gibraltar. Interpretó a Rafael Alberti a La luz con el tiempo dentro, una película biográfica de 2015 sobre Juan Ramón Jiménez. Posteriormente continuó representando papeles menores en películas como Palmeras en la nieve, Toro, El hombre de las mil caras, Oro y La sombra de la ley.
En la televisión interpretó a El Estepeño en Víctor Ros, a Tobías en Fugitiva y a Alfonso en Gigantes. También apareció puntualmente en La peste y en El Ministerio del Tiempo.
No obstante, fue en 2019 cuando adquirió fama nacional al interpretar al preso gibraltareño Manchester en la película Taxi a Gibraltar y, sobre todo, por su papel de César Gandía, jefe de seguridad del Banco de España, en las temporadas 3, 4 y 5 de la serie La casa de papel.

## Filmografía (selección)

### Películas
| Año  | Título                      | Papel              | Notas        |
| ---- | --------------------------- | ------------------ | ------------ |
| 2011 | Un mundo cuadrado           | Médico             | Extra        |
| 2012 | El mundo es nuestro         | Municipal          | Secundario   |
| 2012 | Grupo 7                     | Miguel Ruiz Lozano | Secundario   |
| 2012 | Miel de naranjas            | -                  | Secundario   |
| 2014 | El Niño                     | -                  | Secundario   |
| 2014 | 321 días en Míchigan        | El Rubio           | Secundario   |
| 2015 | La luz con el tiempo dentro | Rafael Alberti     | Protagonista |
| 2015 | Palmeras en la nieve        | -                  | Papel menor  |
| 2016 | Toro                        | -                  | Extra        |
| 2016 | El hombre de las mil caras  | -                  | Extra        |
| 2017 | Oro                         | -                  | Extra        |
| 2018 | La sombra de la ley         | -                  | Extra        |
| 2019 | Taxi a Gibraltar            | Manchester         | Protagonista |
| 2019 | La trinchera infinita       | Rodrigo            | Secundario   |
| 2023 | La fortaleza                | Jorge              | Principal    |
| 2023 | Infiesto                    | El demonio         | Secundario   |

### Series
| Año         | Título                         | Papel                  | Notas                                          |
| ----------- | ------------------------------ | ---------------------- | ---------------------------------------------- |
| 2007        | La que se avecina              | Policía                | 1 episodio                                     |
| 2015        | Aquí Paz y después Gloria      | Roque                  | Secundario                                     |
| 2015        | Víctor Ros                     | El estepeño            | Principal                                      |
| 2016        | Bajo sospecha                  | Marcos Lara            | Principal                                      |
| 2017        | El Ministerio del Tiempo       | William Martin         | 1 episodio                                     |
| 2018        | Fugitiva                       | Tobías Romano          | Principal                                      |
| 2018        | Gigantes                       | Comprador              | Elenco episódico                               |
| 2018        | La peste                       |                        | 1 episodio                                     |
| 2019 - 2021 | La casa de papel               | César Gandia           | 3ª temp.: Recurrente, 4ª y 5ª temp.: Principal |
| 2021        | Sky Rojo                       | Fermín                 | 1 episodio                                     |
| 2021        | Grasa                          | Fati                   |                                                |
| 2023        | Tú también lo harías           | Dante Bazán            | Principal                                      |
| 2023        | El cuerpo en llamas Poquita Fe | Pedro Rodríguez Pepelu | Principal Secundario                           |
| 2024        | En fin                         | Tomás                  | Principal                                      |